# Horst Strempel
Horst Strempel (* 16. Mai 1904 in Beuthen/Oberschlesien; † 4. Mai 1975 in Berlin) war ein deutscher Maler und Grafiker.

## Leben
Horst Strempel besuchte nach einer Ausbildung als Dekorationsmaler von 1923 bis 1927 die Staatliche Akademie für Kunst und Kunstgewerbe Breslau, wo er bei Otto Mueller und Oskar Moll studierte. 1927 ging er nach Berlin, um seine Studien bei Karl Hofer fortzusetzen. Er trat in die KPD ein und engagierte sich bei der Assoziation revolutionärer bildender Künstler (ARBKD).
Nachdem sein umstrittenes Gemälde Selig sind die geistig Armen 1932 von der Großen Berliner Kunstausstellung entfernt worden war, entschloss er sich Mitte 1933, Deutschland zu verlassen.
Bis 1939 lebte und arbeitete er in Paris. Seinen Lebensunterhalt verdiente er mit Karikaturen, die er in Zeitungen veröffentlichte. Gleichzeitig arbeitete er als Dekorations-, Reklame- und Theatermaler. Nach dem Einmarsch der deutschen Truppen in Paris wurde Strempel in den unbesetzten Süden Frankreichs deportiert, wo er bis 1941 blieb. Er verbrachte diese Zeit in verschiedenen Internierungslagern.
1941 nahm er ein Angebot wahr, das rückkehrwilligen Emigranten in Deutschland weitgehende Straffreiheit zusicherte. Die beiden letzten Kriegsjahre war er als Soldat in Jugoslawien und Griechenland.
Im Juni 1945 kehrte Horst Strempel nach Berlin zurück. Er war Lehrer an der Käthe-Kollwitz-Kunstschule in Berlin-Reinickendorf und engagierte sich beim Kulturaufbau im sowjetischen Sektor der Stadt, u. a. als Mitglied der Arbeitsgemeinschaft sozialistischer Künstler. Aufgrund seiner Auftritte in der Öffentlichkeit und seiner zahlreichen Ausstellungen in den ersten Nachkriegsjahren wurde er bekannt. Er schuf monumentale Wandbilder, so das 1948 entstandene, in seinem Mittelteil fünf Meter hohe, in Form eines Triptychons insgesamt knapp sieben Meter breite Fresko Trümmer weg – baut auf im Berliner Bahnhof Friedrichstraße. Der Standort dieses Kunstwerkes, das den Aufbauwillen der Berliner dokumentieren sollte, war mit Bedacht gewählt worden. Bahnhöfe galten nach damaliger Lesart als Symbole des Aufbauwillens unter sowjetzonalen Vorzeichen. Zudem war der Bahnhof Friedrichstraße das zentrale Verkehrskreuz der Stadt und auf der S-Bahnstrecke erster Bahnhof im sowjetischen Sektor. Er wurde täglich von Zehntausenden durchquert.

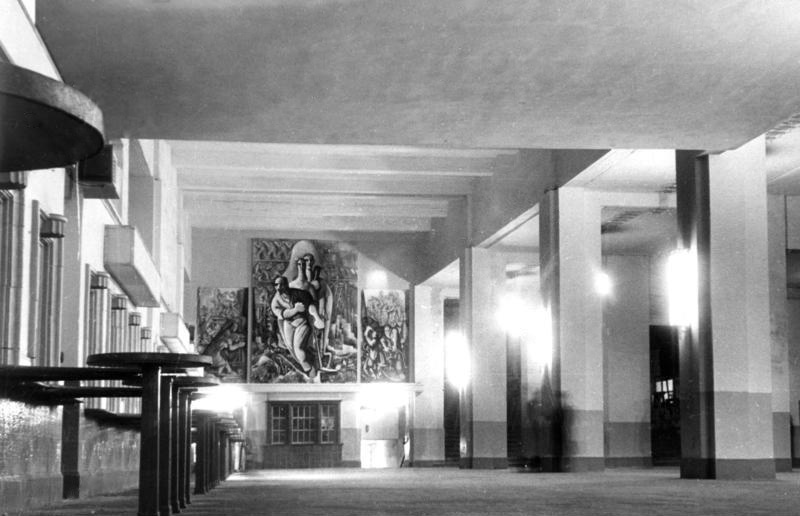
Bahnhof Friedrichsstraße 1948, Wandgemälde von Horst Strempel

Sein malerisches und grafisches Werk dieser Zeit widmet sich vor allem der Auseinandersetzung mit der Zeit des Nationalsozialismus und dem Wiederaufbau. Sein Hauptwerk Nacht über Deutschland aus den Jahren 1945/46 bleibt über den unmittelbaren Anlass hinaus ein gültiges Zeugnis dieser historischen Phase. Das Bild setzt das Trauma des Nationalsozialismus in dichte, komplexe Bildformeln um, die auch den heutigen Betrachter noch erahnen lassen, dass dies nur ein Künstler schaffen konnte, der über die bloße Situation hinaus auch die geistige Verfassung des deutschen Volkes begriffen hatte.
Daneben entstanden eine große Anzahl von Stillleben, die ebenfalls den Zeitgeist reflektieren. 1947 erhielt Strempel eine Dozentur an der Kunsthochschule Berlin-Weißensee, 1949 erfolgte die Berufung zum Professor.
Zu diesem Zeitpunkt hatten die Diskussionen um die Form der Kunst in der sozialistischen Gesellschaft bereits einen ersten Höhepunkt erreicht. Die Formalismus-Debatte spaltete die Künstler in zwei Lager: in diejenigen, die in einem „Sozialistischen Realismus“ sowjetischer Prägung das erstrebenswerte Vorbild auch für die DDR-Kunst sahen, und in diejenigen, die eine unabhängige Kunst forderten, die sich an den vielfältigen Erscheinungsformen der internationalen Moderne und älteren Traditionen orientieren sollte.
Im Verlauf dieser Auseinandersetzungen wurde Strempel stark kritisiert, insbesondere wegen seines Stils, der das von der tonangebenden Sozialistischen Einheitspartei Deutschlands (SED) propagierte Menschenbild nicht adäquat wiedergeben konnte. Sein bekanntes und von Anfang an nicht unumstrittenes Wandbild im Bahnhof Friedrichstraße wurde 1951 in einer Nacht- und Nebelaktion überstrichen. Man attackierte ihn so sehr, dass er keine andere Möglichkeit mehr sah, als am 26. Januar 1953 unter Zurücklassung seiner Habe aus der DDR mit seiner Familie nach West-Berlin zu fliehen. Mit seinem im gleichen Jahr entstanden Gemälde "Europa" bringt er seine Sehnsucht nach Freiheit und Überschreiten nationaler Grenzen mythologisch verbrämt zum Ausdruck.
Im Westen konnte Strempel jedoch nicht mehr die sehr herausgehobene Bedeutung erlangen, die er in den ersten Nachkriegsjahren in der DDR gehabt hatte.
Auch durch einen lange Jahre dauernden zermürbenden Kampf in Zeiten des Kalten Krieges mit den Westberliner Behörden um die Anerkennung als politischer Flüchtling – die er erst 1971 erhielt – hatte er kaum noch die Kraft, sich künstlerisch den Problemen der Zeit zu stellen.
Um seine materielle Existenz zu sichern, musste er unter anderem als Tapeten- und Stoffdesigner arbeiten und Zeichenkurse an Volkshochschulen geben.
Viele seiner Arbeiten befinden sich in privatem Besitz, einige in Berliner Museen wie des Märkischen Museums, der Neuen Nationalgalerie, des Kupferstichkabinetts und der Berlinischen Galerie; ein nicht unbedeutender Teil ging durch Nationalsozialismus, Krieg und Flucht verloren. Dabei gab es Zeiten – vor allem die Jahre 1945 bis 1952 –, zu denen er sich eines hohen Bekanntheitsgrades erfreuen konnte.